# Комей
Ко̀мей (на японски: 孝明天皇) е император на Япония от 1846 до 1867 година.
Роден е на 22 юли 1831 година в Киото като четвърти син на управляващия император Нинко, когото наследява след смъртта му на 21 февруари 1846 година. Управлението му включва времето на Бакумацу – последните години на периода Едо и Шогуната Токугава.
Комей умира от едра шарка на 30 януари 1867 година в Киото и е наследен от неговия син Мейджи.